# 兵庫県道555号曽根阿弥陀線
兵庫県道555号曽根阿弥陀線（ひょうごけんどう555ごう そねあみだせん）は、兵庫県高砂市を通る一般県道である。

## 概要
高砂市曽根町から高砂市阿弥陀町阿弥陀に至る。

### 路線データ
- 起点：高砂市曽根町
- 終点：高砂市阿弥陀町阿弥陀（豆崎東交差点、国道2号交点）
- 総延長：2.444 km

## 路線状況

### 重複区間
- 国道250号（高砂市曽根町・曽根交差点 - 高砂市中筋1丁目・高砂西ランプ交差点）

## 地理

### 通過する自治体
- 高砂市

### 交差する道路
| 交差する道路                                   | 交差する場所   | 交差する場所                    |
| ---------------------------------------------- | -------------- | ------------------------------- |
| 国道250号 重複区間起点 兵庫県道718号明石高砂線 | 曽根町         | 曽根交差点                      |
| 国道2号 / 姫路バイパス 国道250号 重複区間終点  | 中筋1丁目      | 高砂西ランプ交差点 高砂西ランプ |
| 国道2号                                        | 阿弥陀町阿弥陀 | 豆崎東交差点 / 終点             |

### 交差する鉄道
- 山陽電気鉄道本線
- 山陽新幹線
- 山陽本線

### 沿線
- 山陽電気鉄道本線 山陽曽根駅
- 高砂市立曽根小学校
- 高砂市立中筋小学校
- JR西日本山陽本線 曽根駅
- 高砂市立鹿島中学校